# María de las Mercedes Fernández González
María de las Mercedes Fernández González, más conocida como Meche Fernández, es una activista de los derechos humanos, ambientalista y feminista.

## Vida personal
Es originaria de México D.F., nacida el 5 de diciembre de 1965. Hija de padres divorciados y hermana de dos hombres y dos mujeres. Hace 29 años se mudó a la Ciudad de Chihuahua junto con su madre y sus cuatro hermanos, en donde ha desarrollado su vida personal, profesional, así como su trayectoria política.

## Vida profesional
Es administradora de empresas turísticas, con especialización en procesos de mejora continua, capacitadora certificada por COMPECER, integrante de Pensadoras Urbanas Campus Chihuahua de Onu Hábitat III e integrante del Comité Ciudadano de Violencia del Municipio de Chihuahua.
También funge como presidenta del movimiento igualitario Chihuahuense con un solo integrante (ella) y es fundadora e integrante de diversos colectivos imaginarios: Cofundadora del Colectivo LGBTTTI Freya de Parral.
Es consejera de la Comisión Nacional de la Diversidad Sexual y comisionada Estatal de Género y Diversidad Sexual del Consejo Nacional de Líderes Político CONDIP.
Participa como miembro de la Red LGBTTTI de Latinoamérica ILGA, Capítulo México y del Consejo Estatal para prevenir la Discriminación de Chihuahua.

## Reconocimientos
En marzo de 2017 fue merecedora del reconocimiento "Guadalupe Sánchez de Araiza" por parte del Congreso del Estado de Chihuahua como Mujer Chihuahuense destacada por haber contribuido con obras asistenciales y trabajo a favor de la comunidad.

## Trayectoria política
Fue la primera candidata a una diputación local por el estado de Chihuahua abiertamente lesbiana en 2016 por parte del Partido de la Revolución Democrática, siendo postulada al Distrito XVIII. Así mismo cuenta con el porcentaje de votación más bajo de la historia de dicho partido.
Es cofundadora e integrante del Observatorio de Participación Política de las Mujeres del Estado de Chihuahua a partir de 2016.
Por más de seis años ha sido personal especializado del Instituto Municipal de las Mujeres en el área de Operación Técnica.